# Anna Freud
Anna Freud (Viena, Áustria, 3 de dezembro de 1895 — Londres, 9 de outubro de 1982) foi uma psicanalista, filha de Sigmund Freud.

## Biografia
Foi a sexta e última filha do casal Sigmund e Martha Freud. Analisada pelo próprio pai, Anna focou seu estudo principalmente no tratamento de crianças.
Teve várias divergências com Melanie Klein, psicanalista dissidente do freudismo ortodoxo, que fundou a escola inglesa.
Anna Freud, pedagoga de formação, exerceu essa profissão nos anos de 1914 a 1920. E por um curto período de tempo foi professora infantil, e logo se juntou ao círculo de discípulos de Freud, e então se tornou Psicanalista, com o seu tratamento voltado para crianças, sendo a pioneira nesta área, e estabeleceu clínicas e berçários para crianças que eram vitimas da guerra, sobreviventes do holocausto, ou que estavam sendo atormentadas pelas suas vidas.
Na área da analise infantil Anna Freud aprofundou-se definitivamente nos anos de 1926 e 1927, com o seu livro, O tratamento psicanalítico de crianças, considerada sua obra principal. Mesmo se deslocando da pratica pedagógica para a analítica, Anna Freud continuou a dar importância para a observação direta do comportamento, entretanto passando a ser o tratamento com crianças. 
Freud guiou os estudos de Anna, e assim ela acabou se tornando a fiel escudeira intelectual do pai, mas o seu próprio trabalho demonstrou como o trabalho de Freud poderia ganhar novos horizontes de expansão. E foi Anna que estudou a fundo o período da infância e as crianças, sendo que Freud havia fundado interpretações tão facetadas, fundamentados em memórias clinicas de pacientes adultos (Hall, et al, 2000, p. 155).
Foi a primeira a dar ênfase ao ego na personalidade. Não rejeitando as forças do id e as restrições do superego, Anna Freud concebeu o ego humano com certa funcionalidade pró-ativa e independente. Ela também é responsável pelo estudo dos mecanismos de defesa, tema sobre o qual ela estudou mais a fundo.

## Obras
- Anna Freud: "Le Normal et le Pathologique chez l’enfant" ("O Normal e o Patológico na criança"), livro traduzido do inglês para o francês pelo  Dr. Daniel Widlöcher, Editora Gallimard, Paris, 1968.
- Anna Freud, "L'enfant dans la psychanalyse" ("A criança na psicanálise"), livro traduzido do inglês para o francês por Daniel Widlöcher, François Binous et Marie-Claire Calothy, prefácio de Daniel Widlöcher,Editora Gallimard( Coleção Connaissance de L'inconscient),Paris, 1976.
- Anna Freud, "Le Moi et les mécanismes de défense" ("O Ego e os mecanismos de defesa"),Editora  Presses universitaires de France, 2001 (ISBN 2130518346)
- Anna Freud, Le Traitement psychanalytique des enfants"("O tratamento psicanalítico das crianças", Editora  Presses universitaires de France, 2002 (ISBN 2130527264)
- Eva Rosenfeld - Anna Freud, "Correspondance"("Correspondência") Editora  Hachette, 2003 (ISBN 201235727X)
- Com Lou Andreas-Salomé, "A l'ombre du père : Correspondance1919-1937"("Na sombra do pai : Correspondência 1919-1937",  Editora Hachette, 2006 (ISBN 2012357288)